# Зелден (Шварцвалд)
Зелден (њем. Sölden) општина је у њемачкој савезној држави Баден-Виртемберг. Једно је од 50 општинских средишта округа Брајсгау-Хохшварцвалд. Према процјени из 2010. у општини је живјело 1.158 становника. Посједује регионалну шифру (AGS) 8315107.

## Географски и демографски подаци
Зелден се налази у савезној држави Баден-Виртемберг у округу Брајсгау-Хохшварцвалд. Општина се налази на надморској висини од 394 метра. Површина општине износи 3,8 km². У самом мјесту је, према процјени из 2010. године, живјело 1.158 становника. Просјечна густина становништва износи 305 становника/km².